# Teofipol, Ucraina
Teofipol (în ucraineană Теофіполь) este așezarea de tip urban de reședință a raionului Teofipol din regiunea Hmelnîțkîi, Ucraina. În afara localității principale, nu cuprinde și alte sate.

## Demografie
Componența lingvistică a așezării de tip urban Teofipol
     Ucraineană (98,46%)
     Rusă (1,28%)
     Alte limbi (0,07%)
Conform recensământului din 2001, majoritatea populației așezării de tip urban Teofipol era vorbitoare de ucraineană (98,46%), existând în minoritate și vorbitori de rusă (1,28%).